# Kaïnardja
Kaïnardja (bulgare : Кайнарджа, turc : Küçük Kaynarca « petite source chaude » anciennement transcrit par Koutchouk-Kaïnardji) est un village de Bulgarie, dans l'oblast de Silistra, chef-lieu de l'obchtina de Kaïnardja. Sa population est composée pour moitié de Bulgares et pour moitié de Turcs et Tatars de Bulgarie.
Il se trouve en Dobroudja, au sud-est de Silistra. Là fut signé en 1774 entre l'empire ottoman et l'empire russe le traité de Koutchouk-Kaïnardji.